# Agropyron
Agropyron es un género de gramíneas (Poaceae), distribuidas en regiones templadas de todo el mundo. Comprende 592 especies descritas y de estas solo 25 aceptadas.

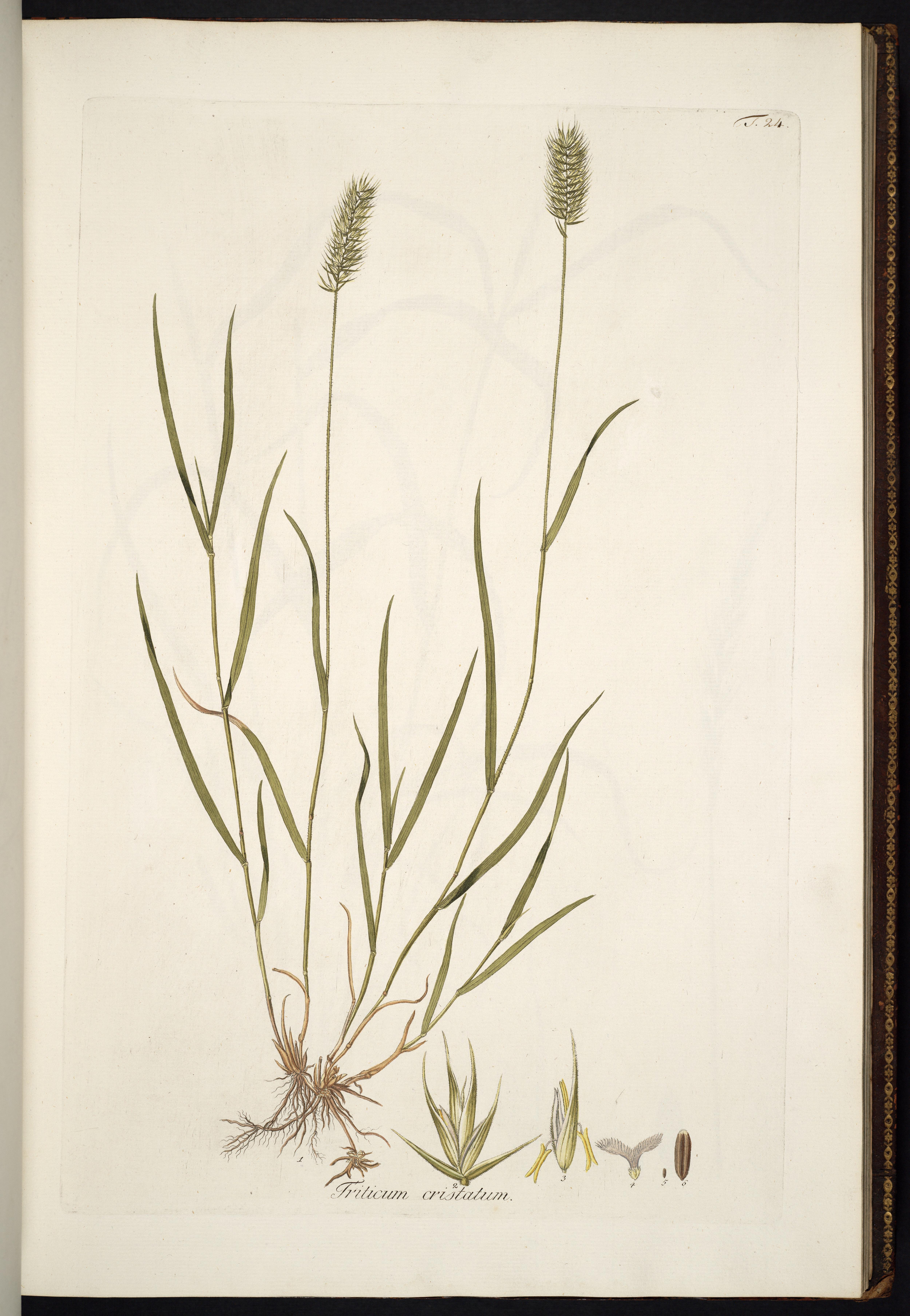
Ilustración de Agropyron cristatum

## Distribución y hábitat
Son plantas perennes que crecen formando grandes matas a finales de la primavera y principios del verano. Son originarias de Asia Menor, los Balcanes y el sur de Rusia. Hay unas 150 especies conocidas, de las que 12 habitan en la Argentina. Varias se cultivan como forrajeras y para contener la erosión, por lo cual se recomiendan para las regiones áridas y semiáridas.

## Descripción
Se caracterizan por tener un alto grado de adaptabilidad a condiciones de clima y de suelo, desde zonas húmedas a áridas y de templadas a frías.En general, se desarrollan bien en clima mediterráneo y soportan bien la sequía (precipitaciones inferiores a 400mm). En cuanto al suelo, prefieren los terrenos calizos. Por su capacidad de resistir en estas condiciones extremas es una de las pocas forrajeras cultivadas que puede competir con el "pelo de chanco" o "pasto salado" (Distichlis sp) al cual mantiene bajo control siempre y cuando le haga sombra en el período estival, que es donde esta planta tiene su activo crecimiento.
Al igual que el trigo tiene aspecto de macolla. Espiga de espiguillas dísticas con raquis articulado y tenaz. Espiguillas plurifloras, sentadas de a una (excepcionalmente de a dos) en cada diente, dispuestas con un costado contra el raquis, dejando ver las 2 glumas iguales, coriáceas y plumosas. Las lemmas son convexas por el dorso, dejando ver entre 5 y 7 nervios, normalmente son apuntadas o con arista apical. Las páleas se asemejan en longitud a las lemmas. Flores hermafroditas con 2 estambres, ovario globoso de ápice pubescente, 2 estigmas plumosos. Cariopse linear fusiforme, con hilo linear largo. 
Durante otoño, invierno y gran parte de la primavera los tallos se encuentran reducidos a un pequeño cono, pero en el estado reproductivo adquieren gran desarrollo llegando a sobrepasar un metro de altura. Con el desarrollo se lignifican y forman cañas que adquieren cierta dureza; esta lignificación les confiere cierta resistencia por lo que pasan durante mucho tiempo erguidos en el campo. Las hojas fibrosas y el tallo lignificado hacen que este género tenga una baja calidad de forraje, los animales en pastoreo cuando la pradera se aprovecha a diente hacen selección y no la consumen. En Estados Unidos se han adaptado especies españolas con resultados pascícolas aceptables.
La hojas tienen prefoliación convolutada, son largas, acuminadas y bastas. Las láminas son de color verde oscuro o verde glauco, poseen nervaduras muy marcadas y adquieren con la madurez cierta dureza. Las hojas jóvenes se presentan muchas veces cubiertas de pelos hirsutos, pero en las ya expandidas estos no se encuentran o es muy difíciles observarlos a simple vista. Las vainas son largas, hendidas en su parte superior y durante el estado vegetativo de la planta forman un pseudotallo de sección redondeada. La lígula es de tamaño mediano y membranosa. Las aurículas son medianas y se entrecruzan en la parte anterior. La raíz es fibrosa, en cabellera y puede alcanzar cierto desarrollo y profundidad en terrenos bien preparados.
Agropyron cristatum (L.) Gould es una especie autóctona en España, muy resistente a la sequía y al clima mediterráneo, tolerante a sustratos muy diferentes desde limosos a arenosos, y desde básicos a ácidos. Muy próxima a esta especie se encuentra 
Agropyron desertorum, aprovechada en Estados Unidos para alargar el pastoreo.
Agropyron intermedium Proporciona un pasto de baja calidad. Sobrevive en terrenos arcillosos y con un poco de humedad, soportando la salinidad. En Estados Unidos da buenos resultados como pasto para ganado mayor, si se hace pastoreo frecuente es posible que también pueda ser aprovechada por el ganado lanar. Otra aplicación de esta especie es la fijación de suelos, gracias a su sistema radicular.
Agropyron repens y Agropyron junceum en España son utilizadas para la fijación de suelos. La primera se distribuye por toda la península y la segunda está más localizada en las costas este y sur de España.

## Taxonomía
El género fue descrito por Nicholas Edward Brown y publicado en Novi Commentarii Academiae Scientiarum Imperalis Petropolitanae 14(1): 539. 1770. La especie tipo es: Agropyron cristatum (L.) Gaertn.
Etimología
Agropyron: nombre genérico que deriva de las palabras griegas: agros = "campo, país" y pyron = "grano de trigo".

## Especies aceptadas
A continuación se brinda un listado de las especies del género Agropyron aceptadas hasta octubre de 2014, ordenadas alfabéticamente; algunas han sido trasladadas a otros géneros. Para cada una se indica el nombre binomial seguido del autor, abreviado según las convenciones y usos.	
- Agropyron × acutiforme Rouy
- Agropyron × acutum (DC.) Roem. & Schult.
- Agropyron × apiculatum Tscherning
- Agropyron badamense Drobov
- Agropyron brownei (Kunth) Tsvelev
- Agropyron bulbosum Boiss.
- Agropyron calcis (Connor & Molloy)
- Agropyron cimmericum Nevski
- Agropyron cristatum (L.) Gaertn.
- Agropyron dasyanthum Ledeb.
- Agropyron desertorum (Fisch. ex Link) Schult.
- Agropyron deweyi A.Löve.
- Agropyron fragile (Roth) P. Candargy
- Agropyron junceiforme
- Agropyron krylovianum Schischkin
- Agropyron michnoi Roshev.
- Agropyron mongolicum Keng
- Agropyron praetermissum (Nevski)
- Agropyron pungens - Sea Couch Grass
- Agropyron repens Couchgrass
- Agropyron retrofractum Vickery
- Agropyron subsecundum
- Agropyron tanaiticum~ Nevski
- Agropyron thomsonii Hook. f.
- Agropyron uncinatum (Veldk.)
- Agropyron velutinum~ Nees